# Praouda
Praouda, nom d’artiste d'Éric Romain Hindedji, né le 16 novembre 1990 à Pahou et mort le 26 décembre 2024 à Cotonou, est un chanteur populaire béninois.

## Biographie
Praouda, né Éric Romain Hindedji en 1990, est un artiste de variété béninois. Il s'est distingué sur la scène musicale béninoise par sa capacité à combiner des rythmes traditionnels avec des éléments modernes. Sa relation étroite avec son public lui a valu le titre d'« artiste du peuple ». Il est père de deux enfants.
Parmi ses œuvres les plus célèbres, Atin Wè Ado Mia,, une chanson d’amour qui a su marquer de nombreux passionnés de musique béninoise. Ses morceaux Sôfa Man et En 1990 ont également joué un rôle important dans la reconnaissance de l’artiste par les mélomanes du Bénin.

### Mort
Le 23 décembre 2024, Praouda a subi un accident vasculaire cérébral à son domicile situé à Tori. Bien qu’il ait été rapidement pris en charge médicalement, son état de santé n’a pas évolué favorablement, et il meurt le 26 décembre 2024 à l’âge de 34 ans au CNHU de Cotonou,,,.
Le décès de Praouda a profondément touché la communauté artistique béninoise ainsi que ses nombreux admirateurs.